# Susan Boyle
Susan Boyle (Blackburn, West Lothian, 1 d'abril de 1961) és una cantant pop escocesa que es va donar a conèixer l'any 2009 al concurs britànic de telerealitat Britain's Got Talent. A més de cantar toca el piano. El 2009 va treure el seu primer àlbum, I Dreamed a Dream, que va vendre prop de deu milions de còpies a tot el món en tres mesos.